# Erin Burnett OutFront
Erin Burnett OutFront é um programa de televisão estadunidense apresentado por Erin Burnett na CNN. O programa é transmitido ao vivo pelos estúdios da CNN no 30 Hudson Yards, na cidade de Nova York.

## Transmissão
OutFront estreou em 3 de outubro de 2011 no horário das 19:00 para substituir John King, USA. Até o lançamento da CNN Tonight em 2014, também era reexibido às 23:00, ocasionalmente transmitido ao vivo durante a cobertura de notícias de última hora.